# Omloop van het Hageland 2017
De 13e editie van de Belgische wielerwedstrijd Omloop van het Hageland werd gehouden op 26 februari 2017. De start en aankomst lagen in Tielt-Winge. Het was de eerste  wedstrijd van de Lotto Cycling Cup 2017. De Belgische Jolien D'Hoore won de sprint van een uitgedund peloton voor de Australische Chloe Hosking en Sarah Roy.
Sofie De Vuyst werd na een val overgebracht naar het ziekenhuis, waar gescheurde ligamenten aan de pols werden vastgesteld.

## Uitslag
| Plaats  | Naam               | Ploeg                              | Tijd     |
| ------- | ------------------ | ---------------------------------- | -------- |
| Winnaar | Jolien D'Hoore     | Wiggle High5                       | 3u17'41" |
| 2       | Chloe Hosking      | Alé Cipollini                      | z.t.     |
| 3       | Sarah Roy          | Orica-Scott                        | z.t      |
| 4       | Lotta Lepistö      | Cervélo-Bigla                      | z.t      |
| 5       | Lotte Kopecky      | Lotto Soudal Ladies                | z.t.     |
| 6       | Roxane Fournier    | FDJ Nouvelle-Aquitaine Futuroscope | z.t.     |
| 7       | Kirsten Wild       | Cylance Pro Cycling                | z.t.     |
| 8       | Ellen van Dijk     | Sunweb                             | z.t.     |
| 9       | Amalie Dideriksen  | Boels Dolmans                      | z.t.     |
| 10      | Lauren Kitchen     | WM3                                | z.t.     |
| 11      | Hannah Barnes      | Canyon-SRAM                        | z.t.     |
| 12      | Marta Bastianelli  | Alé Cipollini                      | z.t.     |
| 13      | Kaat Hannes        | Lensworld-Kuota                    | z.t.     |
| 14      | Christina Siggaard | Veloconcept                        | z.t.     |
| 15      | Romy Kasper        | Alé Cipollini                      | z.t.     |
| 16      | Chantal Blaak      | Boels Dolmans                      | z.t.     |
| 17      | Ilaria Sanguineti  | BePink                             | z.t.     |
| 18      | Valerie Demey      | Sport Vlaanderen-Guill D'or        | z.t.     |
| 19      | Gracie Elvin       | Orica-Scott                        | z.t.     |
| 20      | Amy Pieters        | Boels Dolmans                      | z.t.     |

2005 · 2006 · 2007 · 2008 · 2009 · 2010 · 2011 · 2012 · 2013 · 2014 · 2015 · 2016 · 2017 · 2018 · 2019 · 2020 · 2021 · 2022 · 2023 · 2024 · 2025